# Bugatti Type 57
Bugatti Type 57 — автомобиль компании Bugatti Automobiles класса Gran Turismo. Производился в 1934—1940 годах. Имеет две модификации: Type 57S и Atalante. Дизайн кузова машины был разработан Жаном Бугатти.

## Type 57
В начале 1930-х Жан Бугатти временно руководил заводом в городе Мольсайм из-за отлучки отца. В это время он и разработал Type 57. Новая модель имела независимую подвеску, двигатель L8 с двойным верхним распредвалом под углом 93 градуса с зубчатой передачей, размещенной в задней части двигателя, и роторами, мощность которого составляла 135 л.с. На машине также были тормоза с тросовым приводом, передняя ось была снабжена полуэллиптической листовой рессорой.
Жан Бугатти создал четыре разных кузова для этого автомобиля: четырёхдверные седаны Ventoux и Galibier, двухместное купе Atalante, кабриолет Stelvio.
Так как всё в дизайне и ходовой части были новшеством, производство модели затянулось. Type 57 начали производить в 1934 году. Было собрано 630 автомобилей. Type 57, весивший всего 950 кг, развил максимальную скорость 153 км/ч.

### Type 57T

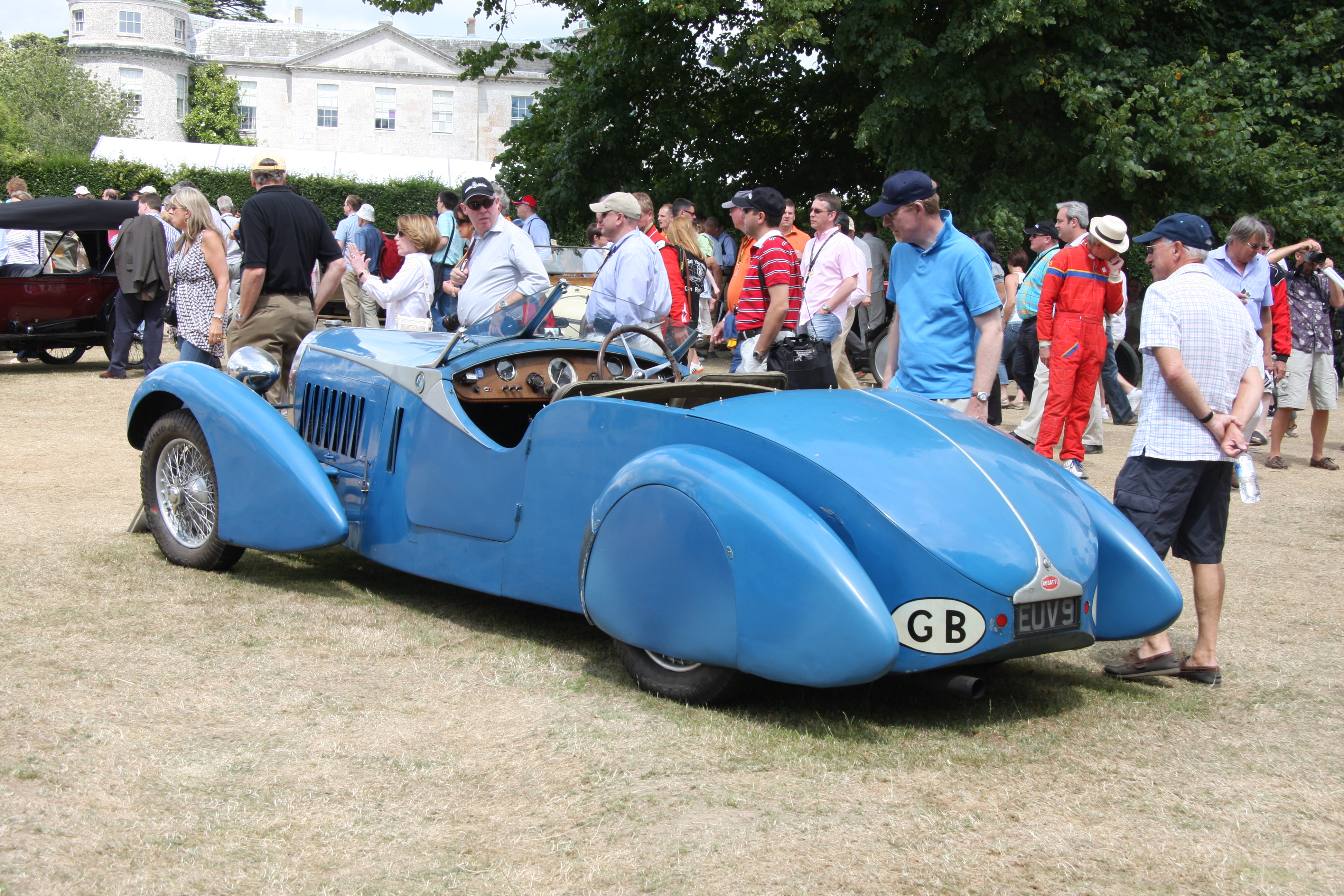
Bugatti Type 57T

Усовершенствованный в 1935 году Type 57T был более спортивным. Модель достигала скорости в 185 км/ч.

### Type 57C

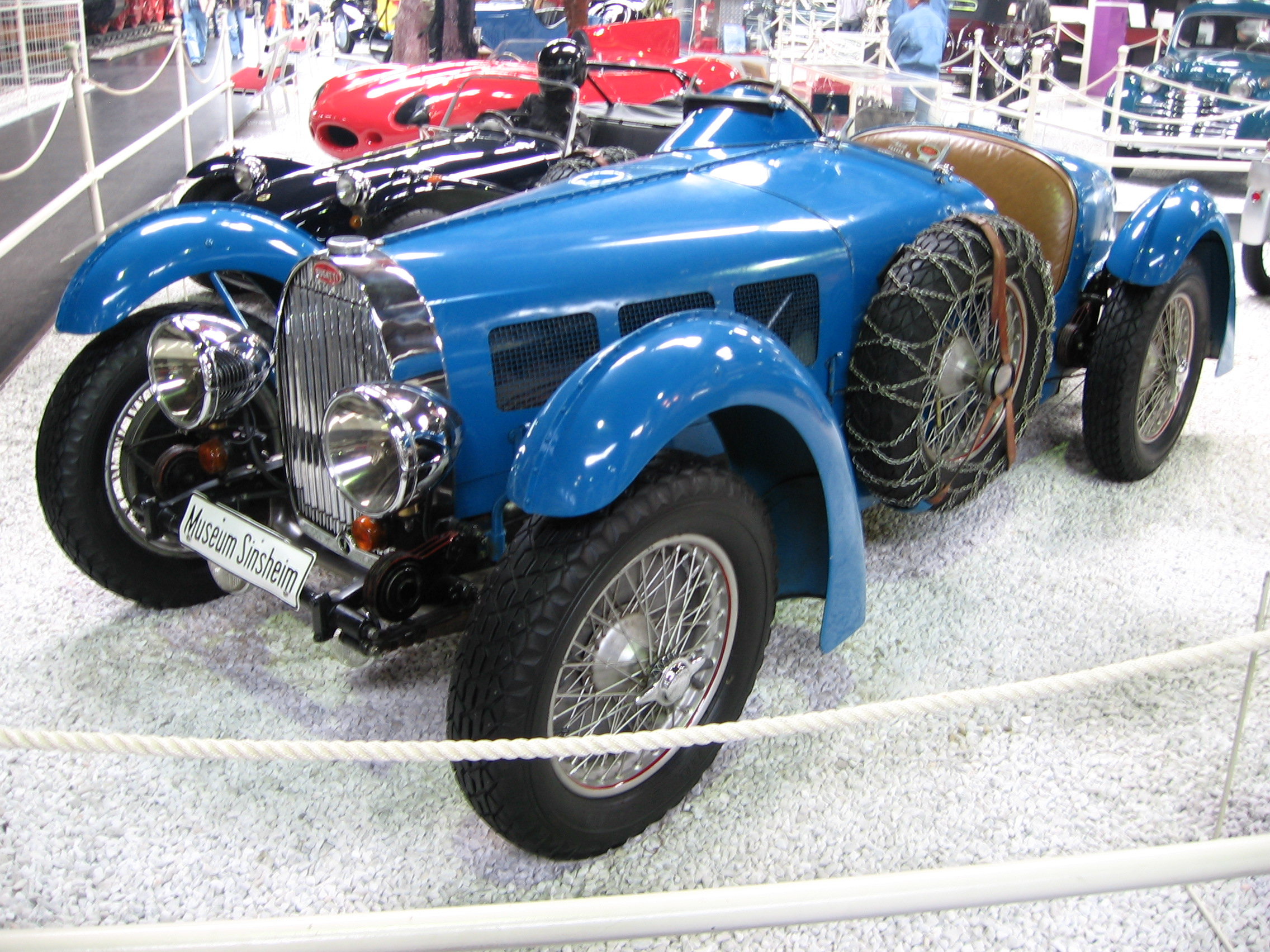
Bugatti Type 57C

Спортивная модификация выпущена в 1937 году, оснащена двигателем в 3.3 литра с механическим нагнетателем типа Roots, производящим 160 л.с. Модель отличалась высоким радиатором и шасси.

## Type 57S
Type 57S впервые вышел в свет в 1935 году на Лондонской автовыставке. Кузов первой модели был впоследствии применён в дизайне Atlantic Coupe. В модификации был переработан каркас шасси со встроенной рельсовой секцией, двигатель был модифицирован (механизмы крепления, картер с нагнетательными насосами, наддув), вследствие чего выдавал 170 л.с. и развивал максимальную скорость в 193 км/ч. Также по заказу на автомобиль устанавливался нагнетатель. Автомобиль был короче основной версии; колёсная база уменьшилась на 320 мм. Также снизилось шасси: для этого заднюю ось пропустили через два овальных отверстия в лонжеронах рамы.
Type 57S вышел маленьким тиражом: 48 автомобилей, из которых 17 — Atalante Coupe.

### Type 57SC
Почти сразу после начала производства Type 57S вышла модификация Type 57SC с наддувом. На автомобилях был поставлен нагнетатель типа «Рутс», который довёл мощность двигателя до 210 л.с. Один автомобиль Type 57SC 1937 года входит в коллекцию автомобилей Ральфа Лорена.

### Atlantic

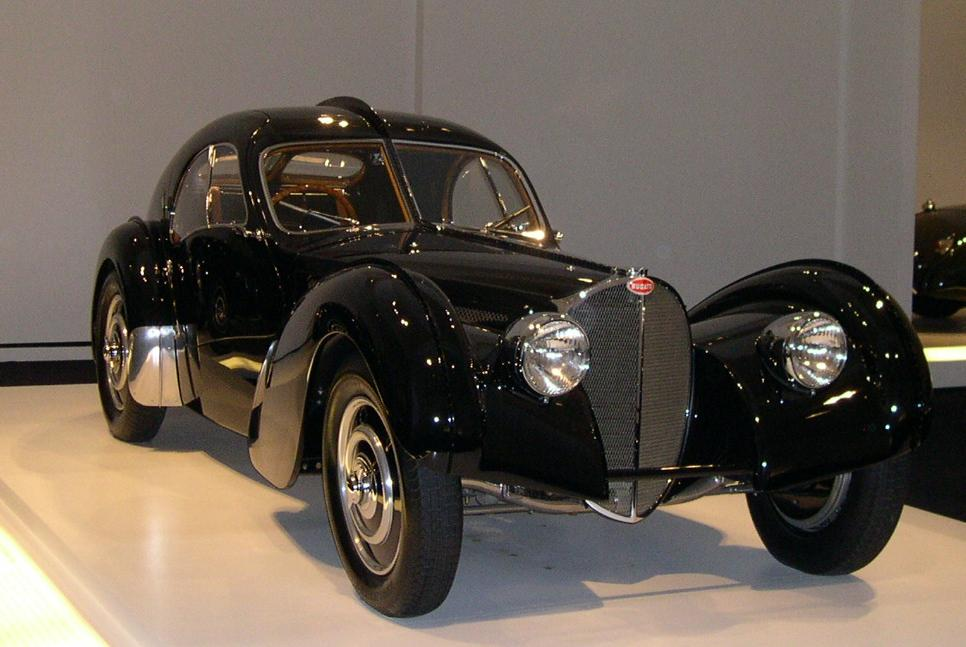
Type 57SC Atlantic {57491} из коллекции Ральфа Лорена

Существует мнение, что Atlantic является первым суперкаром. Всего было выпущено 4 машины Bugatti Type 57SC Atlantic. Эта модификация Type 57S (или Type 57SC) была основана на концепт-каре «Aérolithe» 1935 года, показанном на Парижском автосалоне. Разработкой Atlantic занимался лично Жан Бугатти. Кузов был сделан из сплава магния и алюминия, называемого «электрон», который был очень лёгким и одновременно огнеопасным, что не позволяло соединять детали автомобиля методом сварки. Детали крепились клёпками, которые, по идее Жана Бугатти, были выведены наружу.
Автомобиль был оснащён компрессорным двигателем объёмом 3257 см³, выдававшим 210 л. с. Разгонялся до 200 км/ч. После «Aérolithe» было сделано три модели Atlantic с номерами шасси {57374}, {57473} и {57491}. Каждый из трёх автомобилей имеет свою историю.
Модель с шасси 57374 была заказана лордом Виктором Ротшильдом и имела светло-голубой цвет. Затем она перешла к Бобу Оливеру из Лос-Анджелеса, у которого регулярно перекрашивалась, затем в 1971 году её приобрёл доктор Питер Д. Вилльямсон за цену 59 000 долларов. Он восстановил автомобиль в первоначальном виде и в 2003 году одержал на нём победу в конкурсе автомобильной красоты в Пеббл-Бич. В мае 2010 года автомобиль побил аукционный рекорд: Atlantic был куплен анонимом за сумму в пределах 30-40 миллионов долларов и передан автомобильному музею Mullin.
Atlantic с шасси 57473 в 1955 году попал под поезд на железнодорожном переезде, в результате чего владелец машины Рене Шатар и его спутница погибли. В 1965 году покорёженный автомобиль выкупил у полицейского участка Пол Андре Бенсон и потратил 10 лет на восстановление.
Автомобиль с шасси 57491 в 1988 году приобрёл американский модельер Ральф Лорен.

### Type 57G Tank
В 1936 году в Мольсайме было построено 3 автомобиля Type 57G Tank на платформе Type 57S. Эта модель одна из наиболее известных из Type 57, так как выиграла Гран-При Франции (1936) и победила в гонке на выносливость 24 часа Ле-Мана в 1937 году. Оснащена восьмицилиндровым атмосферным двигателем с верхним распредвалом и двумя клапанами на цилиндр (3257 см3, 200 л.с.).

### Type 57S Tank
Ещё один автомобиль, одержавший победу в гонке 24 часа Ле-Мана в 1939 году. После этого Жан Бугатти взял этот автомобиль на тестирование и разбился на нём на дороге Молсайм-Страсбург в возрасте 30 лет.

## Atalante

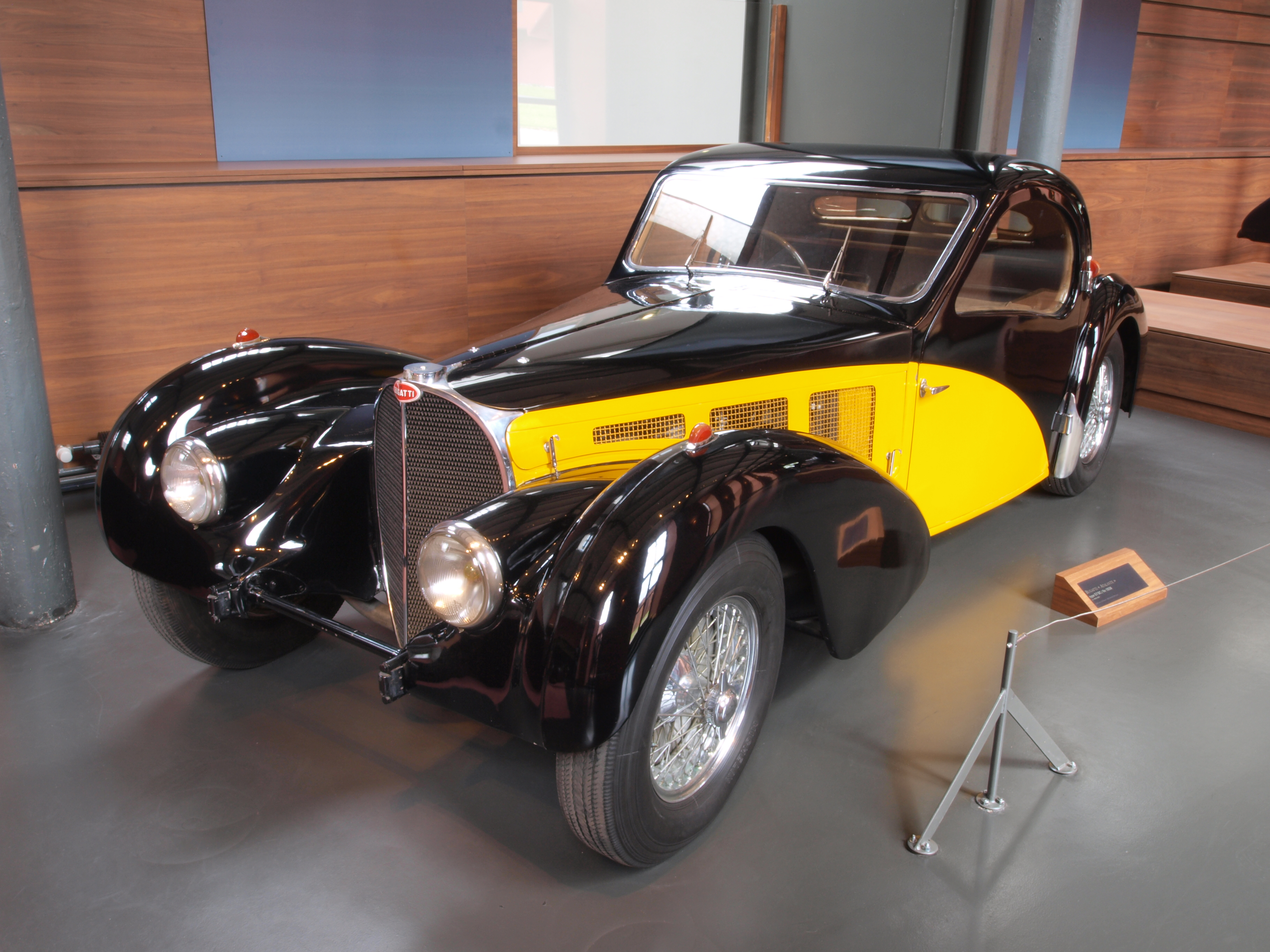
Bugatti Type 57SC Atalante 1936

Atalante был сделан на основе обоих типов — 57 и 57S, после Atlantic. Это было двухдверное купе. Было сделано 17 автомобилей. На данный момент 4 автомобиля находятся в Музее автомобилей братьев Шлупф (Мюлуз, Франция). Одна из четырёх моделей с номером шасси 57551 имела обтекаемые фары и развивала скорость в 190 км/ч. Другая была приобретена графом Фрэнсисом Керзоном в 1937 году и обнаружена нетронутой в гараже в городе Ньюкасл-апон-Тайн. Автомобиль был продан на аукционе в феврале 2009 года за 5 миллионов долларов.